# シュプレントリンゲン
シュプレントリンゲン (独: Sprendlingen)はドイツ連邦共和国 ラインラント＝プファルツ州マインツ＝ビンゲン郡にある町村。シュプレントリンゲン＝ゲンジンゲン連合自治体 (独: Verbandsgemeinde Sprendlingen-Gensingen) の行政庁所在地である。

## 姉妹都市
- ジャンリ(Genlis) (フランス ）
- ロンジュクール＝アン＝プレンヌ(Longecourt-en-Plaine) (フランス ）